# República de Zakopane
La República de Zakopane en polaco: Rzeczpospolita Zakopiańska) se refiere a un área de Galitzia centrada en la ciudad de Zakopane que creó su propio parlamento («Organización Nacional») el 13 de octubre de 1918. El objetivo principal del parlamento fue el de unirse a un Estado independiente polaco. El 30 de octubre, la Organización declaró oficialmente su independencia de Austria-Hungría y, dos días después, creó un «Consejo Nacional», pero este fue desmantelado el 16 de noviembre cuando la Comisión de Liquidación de Polonia tomó el control de Galitzia.
El único presidente de esta efímera república fue el escritor polaco Stefan Żeromski.